# Preistoria della Corsica

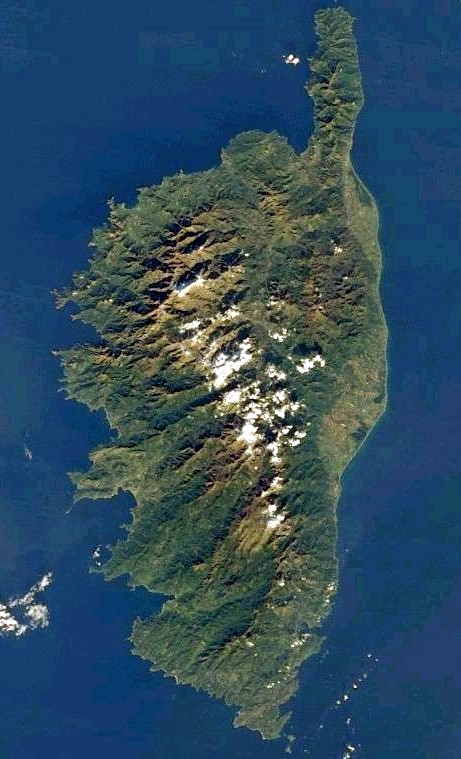
La Corsica ripresa dal satellite.

La preistoria della Corsica abbraccia un periodo che va dal Paleolitico all'età del ferro. Il più antico scheletro umano completo rinvenuto in Corsica è quello della cosiddetta "Dama di Bonifacio" riportato alla luce presso la località di Araguaina-Sennola vicino a Bonifacio; le datazioni al radiocarbonio, che hanno restituito risultati discordanti, farebbero risalire i resti ad un periodo compreso fra l'8500 e il 6500 a.C. Secondo la prima datazione la donna visse in periodo pre-neolitico (mesolitico) mentre per la seconda datazione la donna visse durante il neolitico antico.

## Paleolitico
Il paleolitico in Corsica riguarda il periodo precedente al 9000 a.C. Alla metà degli anni novanta venne scoperto il primo possibile sito paleolitico corso a Coscia Grotto, presso Rogliano. Tuttavia vi sono dei dubbi su queste prime frequentazioni.

## Mesolitico

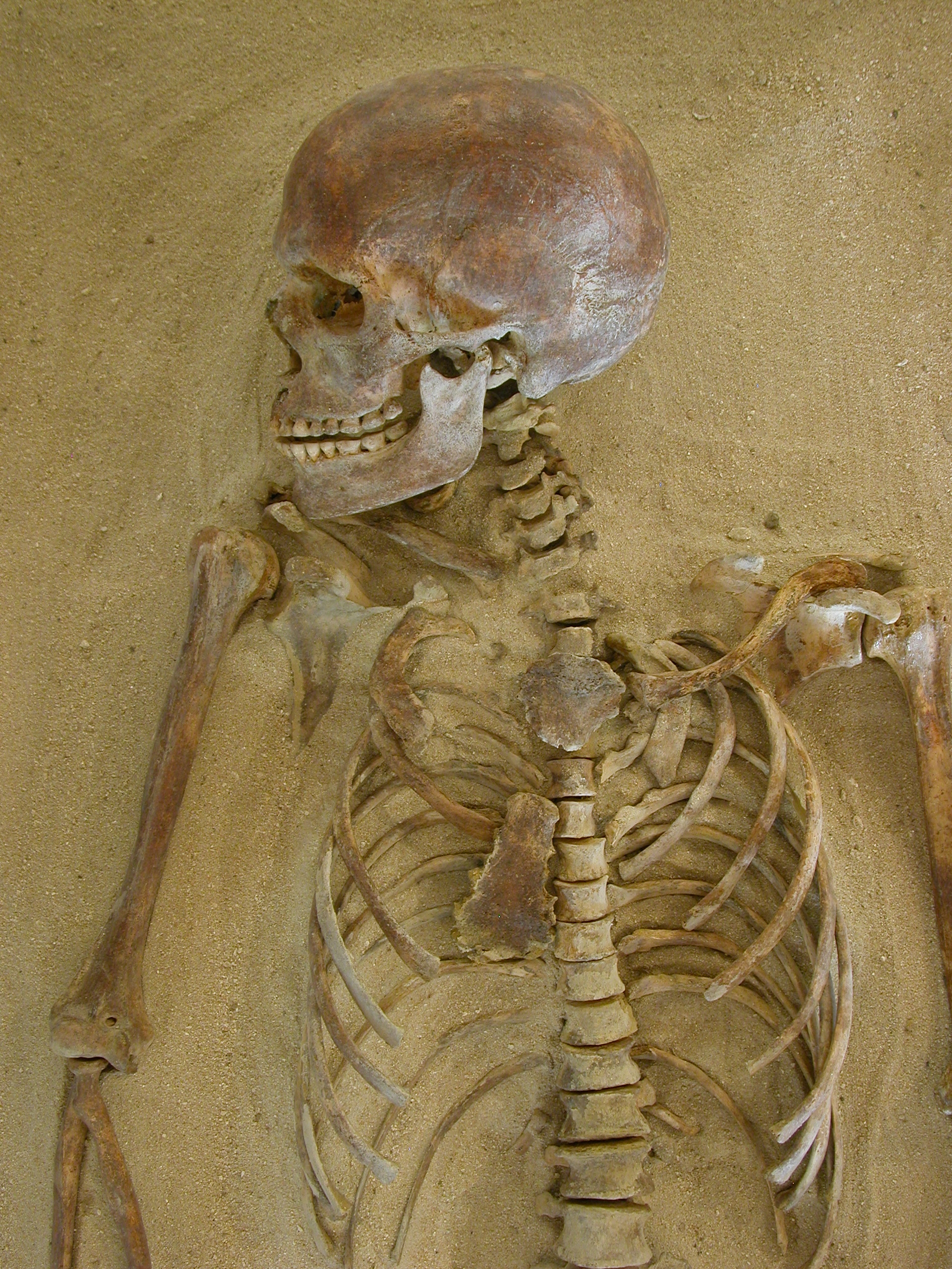
Dama di Bonifacio

Se le prove certe di un insediamento paleolitico sono attualmente mancanti, ci sono comunque molto dati che indicano una presenza umana dal 9000 a.C.: sono sette i siti conosciuti e scavati e tre le sepolture, a Sollacaro e Bonifacio nel sud e a Pietracorbara nel nord dell'isola. Il primo, datato dall'ottavo millennio (7959-7184 a.C.), mostra molte somiglianze, per quanto riguarda il trattamento dei morti, con le tombe dell'Epigravettiano delle Arene Candide (Liguria), in particolare con la tomba II scavata da L. Cardini (1980). In entrambi i casi, infatti, gli scheletri erano distesi sulla schiena, con le braccia lungo il corpo, i piedi giunti e la testa in posizione laterale forzata e ricoperti con una sostanza minerale rossa. Queste analogie suggeriscono una certa unità culturale nell'ottavo millennio prima di Cristo tra le due sponde del mar Tirreno. Un altro elemento corrobora questa visione: le industrie litiche dei siti corso-sardi e quelli della costa occidentale dell'Italia (Grotta della Madonna in Calabria, Grotta della Campania Serratura, Riparo Blanco al Circeo) mostrano grandi similitudini.
Inoltre, qualunque sia la realtà sulle frequentazioni paleolitiche di queste isole, ci sono prove che le società umane che si svilupparono nelle due isole dopo l'ultima glaciazione, avevano un'origine sicuramente continentale. La presenza di esseri umani anatomicamente moderni in Corsica e Sardegna sarebbe legata all'arrivo, durante il Mesolitico, di nuove popolazioni, molto probabilmente provenienti dalle vicine coste italiane.

## Neolitico

### Antico
Durante il neolitico antico (6000-5000 a.C.) apparvero la ceramiche tipiche della cultura cardiale e si diffusero pecore, capre e maiali; questi elementi fanno ipotizzare una migrazione di genti provenienti via mare dalle coste tosco-liguri che si spinsero anche più a sud, fino a raggiungere il nord Sardegna.
Per questa fase si possono delineare due facies, una riconoscibile nei siti di Basi e Stretta e una seconda nel sito di Curachiaghju dove è riscontrato un largo uso dell'ossidiana, importata dalla vicina Sardegna .
- A Petra (L'Île-Rousse)
- A Revellata (Calvi)
- Araguina-Sennola, Bonifacio.
- Basi, Serra-di-Ferro.
- Currachjaghju (Levie)
- Filitosa, Sollacaro.

- Gritulu (Luri)
- Rinaghju (Sartène)
- Southwell (Vivario)
- Strette, Barbaggio.
- Torre d'Aquila (Pietracorbara)

### Medio
Nel neolitico medio (5000-4000 a.C.) vengono introdotti i bovini e inizia la produzione del grano, vengono inoltre edificati i primi villaggi permanenti. Le produzioni ceramiche e litiche di queste comunità còrse erano in piena sintonia con quelle  delle vicine correnti culturali del sud della Francia e della costa italiana, fatto che dimostra che queste popolazioni insulari stavano crescendo in contatto con le altre società del Mediterraneo da cui in origine provenivano.
Fra i siti più noti si possono citare:
- Araguina-Sennola, Bonifacio.
- Basi (Serra-di-Ferro)
- Cardiccia (Sartène)
- Currachjaghju (Levie)
- Filitosa, Sollacaro.
- La Figue (Sartène)
- Monte Grossu (Biguglia)
- Monte Revincu (Santo-Pietro-di-Tenda)

- Pughjaredda (Poghjaredda) (Sotta)
- Presa-Tusiu (Altagene)
- Scaffa Piana, Oletta.
- Strette, Barbaggio.
- Terrina IV, Aleria
- Torre d'Aquila (Pietracorbara)
- Vasculaghju (Sotta)

### Recente
Il neolitico recente (4000-3000 a.C.) è contraddistinto dalla comparsa in Corsica e Sardegna della cultura megalitica. Più in particolare la Corsica del Sud e la Gallura costituiscono durante questa fase un unicum culturale caratterizzato dalla cosiddetta facies di Arzachena . I monumenti megalitici più diffusi in Corsica risalenti a questa periodo sono i circoli funerari, i dolmen e i menhir. I siti più famosi sono quelli di:
- Filitosa, Sollacaro.
- Strette, Barbaggio.
- Terrina IV, Aleria
- A Mutula (Belgodere)
- Cauria XX-XXI (Sartène)

- I Calanchi / Sapar'Alta (Sollacaro)
- Monte Lazzu, Tiuccia (Casaglione)
- Southwell (Vivario)
- Terrina IV (Aleria)

### Dea Madre

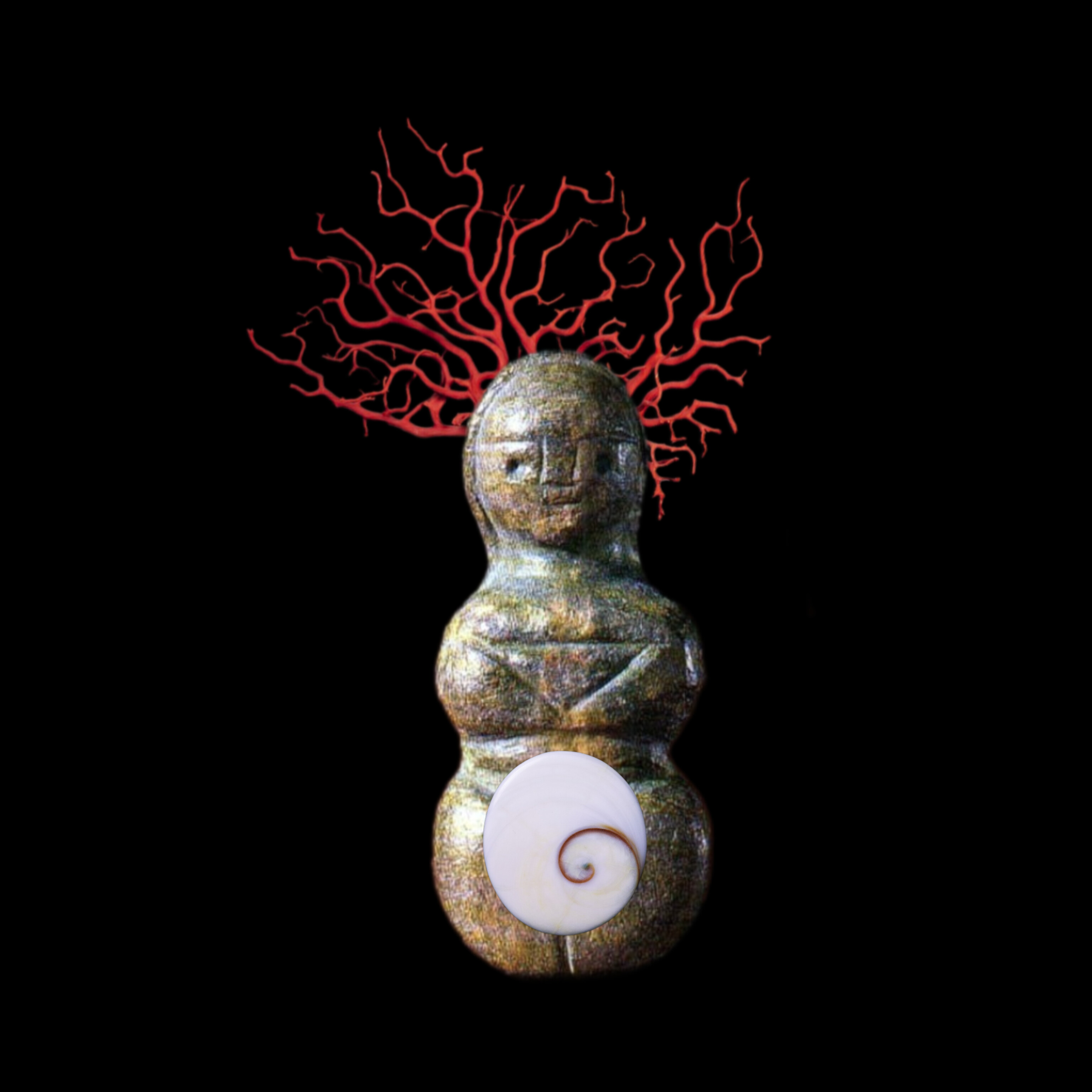
Statuetta della Dea Madre corsa di Campo Fiorello

Il culto della Dea Madre ha lasciato tracce in Corsica, come dimostra la statuetta scoperta a Campo Fiorello a Grossa, nel sud della Corsica. Essa presenta notevoli somiglianze con le statuette sarde.

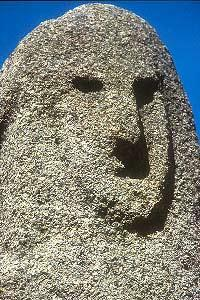
Statua-menhir a Filitosa

## Calcolitico
Nel calcolitico (3000-1800 a.C.) si ha un'evoluzione della cultura megalitica apparsa durante la fase precedente. Nelle statue-menhir antropomorfe compaiono le prime rappresentazioni di armi.
Siti calcolitici di rilievo:
- Terrina IV, Aleria
- Filitosa, Sollacaro.
- Strette, Barbaggio.

## Età del bronzo

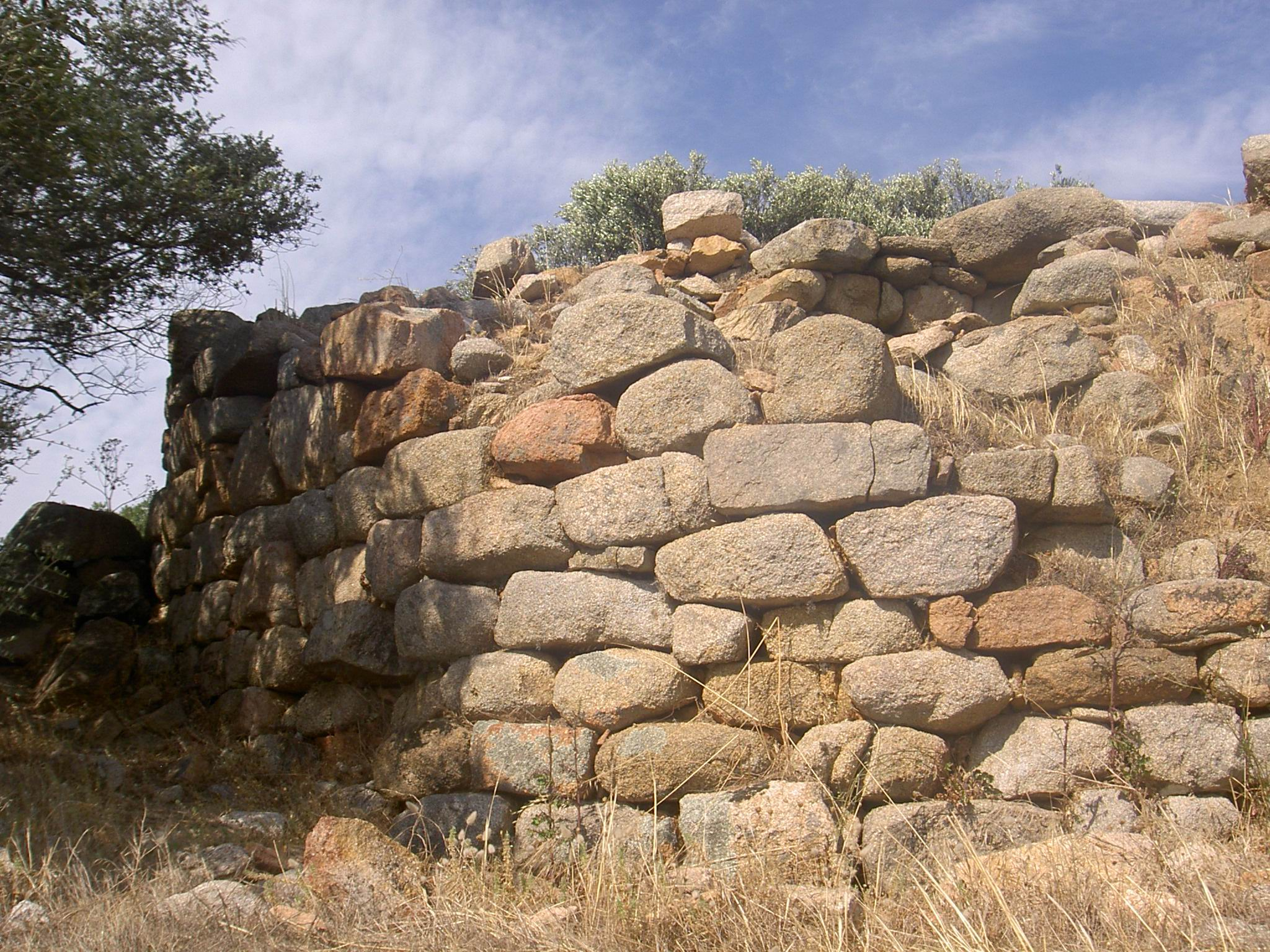
Torre di Ceccia

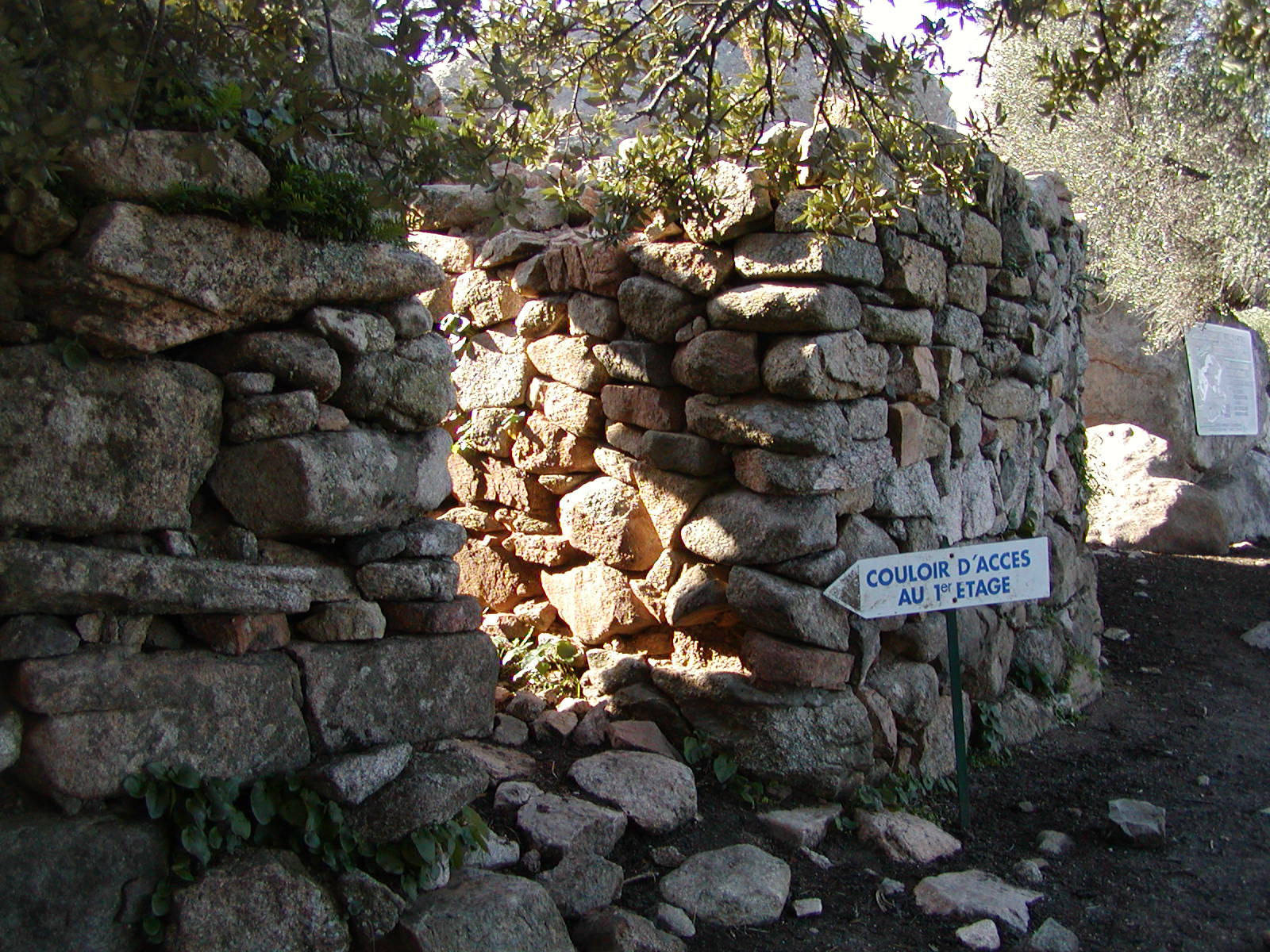
Casteddu di Tappa

Durante l'età del bronzo (1700-700 a.C.) apparve nella Corsica meridionale la civiltà torreana, legata alla civiltà nuragica diffusasi in tutta la Sardegna. L'edificio tipico di questa civiltà è la Torre che presenta forti similitudini con il Nuraghe sardo, la differenza più significativa fra le due costruzioni megalitiche è la dimensione più contenuta delle torri corse che ricorda quella dei talaiot (edifici simili a nuraghi e alle stesse torri) delle isole Baleari. La società torreana, analogamente a quella nuragica, era una società guerriera e dedita ad attività agro-pastorali e metallurgiche, ben inserita nei traffici commerciali dell'epoca.
Fra i più importanti siti torreani si possono citare quelli di:
- Casteddu d'Araggiu, Porto Vecchio.
- Torré, Porto Vecchio.
- Ceccia, Porto-Vecchio.
- Casteddu di Tappa, Porto-Vecchio.
- Castellu di Cucuruzzu, Levie.
- Terrina IV, Aleria.
- Filitosa, Sollacaro.
- Strette, Barbaggio.

## Gli antichi Corsi
Per quanto riguarda l'ascrizione etnica degli antichi Corsi, fra le varie teorie quella che ha riscosso più successo è la teoria che propone un'antica origine Ligure. Nel 1889 e nel 1894 Marie Henri d'Arbois de Jubainville espose la sua tesi secondo la quale la Corsica, la Sardegna, la Spagna orientale, il sud della Francia e l'Italia occidentale sarebbero un tempo state parte di un unico continuum linguistico pre-indoeuropeo di cui le lingue liguri e iberiche rappresenterebbero un lascito. Toponimi riscontrabili in questo vasto territorio sarebbero ad esempio quelli che hanno come suffisso : -asco -asca -usco -osco -osca (o modificazioni degli stessi).
Lucio Anneo Seneca, che visse otto anni in Corsica in esilio, narra che la popolazione costiera dell'isola era ligure mentre le genti che vivevano nell'interno erano di estrazione iberica, probabilmente affini ai Cantabri.
Secondo l'archeologo Giovanni Ugas le popolazioni Liguri-Corse raggiunsero le due isole tirreniche (Corsica e nord Sardegna) dall'arco tosco-ligure nel neolitico antico, fra il 6000 e il 4000 a.C., sarebbero identificabili quindi con le popolazioni portatrici della ceramica impressa che introdussero la rivoluzione neolitica nelle due isole.